# Królestwo w budowie
Królestwo w budowie (oryg. Kingdom Builder) – gra planszowa autorstwa Donalda X. Vaccarino, wydana w 2011 roku przez Queen Games. Polska wersja językowa została wydana przez Rebel. Gra została laureatem nagrody Spiel des Jahres 2012. Rozgrywka polega na tworzeniu własnych królestw poprzez stawianie osad w taki sposób, aby zdobyć jak najwięcej złota.

## Nagrody
- Spiel des Jahres 2012 – wygrana
- Golden Geek 2012 – best abstract game – wygrana[2]